# Unité urbaine de Saint-Trojan-les-Bains
L'unité urbaine de Saint-Trojan-les-Bains est une unité urbaine française centrée sur Saint-Trojan-les-Bains, station balnéaire sur la côte Atlantique de la Charente-Maritime, située au sud de l'Île d'Oléron.

## Données générales
En 2010, l'INSEE a procédé à une révision des zonages des unités urbaines de la France; celle de Saint-Trojan-les-Bains fait partie des nouvelles unités urbaines de la Charente-Maritime et figure sous le code 17106 selon la nouvelle nomenclature de l'Insee. 
En 2007, avec 2 465 habitants, elle constitue la 26e unité urbaine de Charente-Maritime et appartient à la catégorie des unités urbaines de 2 000 à 4 999 habitants.
Par sa population, c'est la troisième unité urbaine de l'Île d'Oléron, se situant après les unités urbaines de Saint-Pierre-d'Oléron et du Château-d'Oléron. 
Avec une densité de population de 105 hab/km2 en 2007, celle-ci est plus élevée que celle de la Charente-Maritime qui, à la même date, est de 88 hab/km2.

## Délimitation de l'unité urbaine de 2010
Unité urbaine de Saint-Trojan-les-Bains dans la délimitation de 2010 et population municipale de 2007
| Commune urbaine        | Superficie | Population | Densité de population | Statut       |
| ---------------------- | ---------- | ---------- | --------------------- | ------------ |
| Saint-Trojan-les-Bains | 17,53 km2  | 1 484 hab. | 85 hab/km2            | Ville-centre |
| Le Grand-Village-Plage | 6,05 km2   | 981 hab.   | 162 hab/km2           | banlieue     |
| Unité urbaine          | 23,58 km2  | 2 465 hab. | 105 hab/km2           |              |

## Sources et références
1. ↑  Composition de l'unité urbaine de Saint-Trojan-les-Bains en 2010 - Source : Insee